# مقاطعة ليكو
مقاطعة ليكو (بالإيطالية: Provincia di Lecco)‏، مقاطعة في الجزء الشمالي من إقليم لومبارديا في شمال إيطاليا عاصمتها مدينة ليكو، عدد سكانها 327.000 نسمة ومساحتها 816 كيلومتر مربع وبها 90 مدينة وبلدة وقرية.
يحدها شمالا وغربا مقاطعة كومو، جنوبا مقاطعة منزا وبريانسا، ومن الشمال والشرق مقاطعة سوندريو، ومن الشرق مقاطعة بيرغامو.